# Ishtar (cantante)
Ishtar, pseudonimo di Esther Bitton, (in ebraico ביטון אסתר‎?), nata Esther Zach (in ebraico אסתר זך‎?; Kiryat Ata, 10 novembre 1968), è una cantante israeliana naturalizzata francese.

## Biografia
Nata Esther Zach, Ishtar è figlia di un ebreo marocchino e di un'ebrea egiziana che si sono trasferiti in Israele dai loro paesi d'origine. Il suo nome d'arte si basa sulla pronuncia del suo nome di battesimo, Esther, con l'accento egiziano della sua nonna materna.
Si è trasferita in Francia all'età di 23 anni, e lì ha iniziato a cantare in locali e discoteche. Ha quindi incontrato il gruppo di musicisti Los Niños de Sara, con i quali ha fondato gli Alabina, di cui è stata la cantante dal 1996 al 2000 e con cui ha pubblicato tre album in studio.
Nel 2000 Ishtar ha avviato la sua carriera da solista con il suo album di debutto La voix d'Alabina. Uno dei singoli estratti dall'album, C'est la vie, è stato un successo commerciale: la versione originale ha infatti raggiunto la 42ª posizione nella classifica dei singoli, mentre il remix ufficiale è salito fino al 32º posto. Nel 2016 il quinto album della cantante, Baila, è stato il suo primo disco ad entrare nella top 100 francese, posizionandosi al 28º posto; è inoltre entrato nella classifica della regione belga della Vallonia alla 37ª posizione.

## Discografia

### Album in studio
- 2000 – La voix d'Alabina
- 2003 – Truly (Emet)
- 2005 – Je sais d'où je viens
- 2012 – 7
- 2016 – Baila

### Raccolte
- 2005 – The Alabina Years
- 2009 – The Best of Ishtar Alabina

### Singoli
- 2000 – Zirvedesin/Galatasaray te quiero (con Burak Aziz)
- 2000 – Last Kiss
- 2000 – Corps étranger
- 2000 – Lamouni
- 2001 – C'est la vie
- 2001 – When I See
- 2001 – Mille et une nuits
- 2003 – Habibi nour el ain
- 2005 – Ragga Boom
- 2006 – Habibi (Sawah)
- 2009 – Yahad (feat. Koby Peretz)
- 2016 – À Paris